# Ковалёв, Андрей Васильевич
Андрей Васильевич Ковалёв (бел. Андрэй Васільевіч Кавалёў; род. 7 ноября 1961, Витебск) — белорусский шахматист, гроссмейстер (1992).

## Биография
Чемпион Белоруссии (2000). В составе сборной Белоруссии участник 4-х Олимпиад (1994, 2000—2004).
Участник 1-й лиги чемпионата СССР (1988) — 9—12-е места. Лучшие результаты в международных соревнованиях: Дрезден (1987) — 2—4-е; Галле-Нойштадт (1987) — 2—3-е (побочный турнир); Берлин (1988) — 4—6-е; Будапешт (1988, март) — 6—17-е места.

## Изменения рейтинга
| Графики недоступны из-за технических проблем. См. информацию на Фабрикаторе и на mediawiki.org. |